# Moritz Duschak
Moritz Mordechai Duschak (hebräisch מרדכי דושאק; geboren am 14. November 1815 in Triesch, Mähren; gestorben am 21. Juli 1890 in Wien) war ein österreichischer Rabbiner, Religionslehrer und Autor.

## Leben und Wirken
Moritz Duschak ging im Alter von dreizehn Jahren nach Trebitsch, wo er bei Joachim Pollak studierte. Später wurde er ein Talmud-Schüler von Moses Sofer aus Preßburg, der dort seit dem Jahre 1806 als Rabbiner lehrte. Bedingung für die Ernennung zum Rabbiner war zu dieser Zeit die Aufnahme eines philosophischen Studiums, so schrieb sich Duschak an der Universität in Prag ein. Nach seinem Studium an der Universität Prag, wurde er dort im Jahre 1842 zum „doctor philosophiae“ promoviert.
Er war lange Zeit Rabbiner in den mährischen Städten Habern, Aussee und Gaya.
Im Jahre 1877 wurde er Prediger in Krakau und Religionslehrer am dortigen Gymnasium. Nach mehreren Dienstjahren verließ er 1888 Krakau und ließ sich, als Pensionär, in Wien nieder, wo er bis zuletzt lebte. Als journalistischer Autor schrieb er für verschiedene jüdische Zeitungen, so dem Literaturblatt des Orients, dem Ben Chananja und dem Ha-Maggid.
Er war mit  Veronika  Duschak, geborene Lechner (geboren 1822) verheiratet, das Paar hatte zwei Töchter und zwei Söhne.

## Veröffentlichungen (Auswahl)
- Die Theilnahme an dem Schicksale unserer Brüder. W. Pascheles, Prag 1847.
- Umriss des biblisch-talmudischen Synagogen-Rechtes mit Rücksicht auf die jetzige Stellung der österreichischen Juden. E. Hölzel, Olmütz 1853.
- Mor Deror. Wien 1864.
- Das Mosaisch-Talmudische Eherecht mit Besonderer Rücksicht auf die Bürgerlichen Gesetze. W. Braumüller, Wien 1864.
- Gideon Brecher, eine Biographische Skizze. Prossnitz 1865.
- Geschichte und Darstellung des Jüdischen Cultus. J. Schneider, Mannheim 1866.
- Das Mosaisch-Talmudische Strafrecht. W. Braumüller, Wien 1869.
- Zur Botanik des Talmuds. I. Neuer, Pest 1870.
- Schulgesetzgebung und Methodik der Alten Israeliten. W. Branmüller, Wien 1872.
- Die Biblisch-Talmudische Glaubenslehre. W. Branmüller,  Wien 1873.
- Die Moral der Evangelien und des Talmuds.  B. Epstein, Brünn 1877.
- Yerushalayim ha-Benuya. Krakau 1880.
- Tor Esier.1883.
- Das mosaisch-talmudische Eherecht mit besonderer Rücksicht auf die bürgerlichen Gesetze. Wien 1864.
- Geschichte der Verfassung mit besonderer Berücksichtigung der österreichischen Israeliten. Wien 1888.